# County of Warner No. 5
Das County of Warner No. 5 ist einer der 63 „Municipal Districts“ in Alberta, Kanada. Der Verwaltungsbezirk liegt in der Region Süd-Alberta und gehört zur „Census Division 2“. Er wurde zum 9. Dezember 1912 (incorporated als „Rural Municipality of Warner No. 36“) eingerichtet. Zuletzt wurde zum 1. Januar 1954 der Bezirk durch das Hinzufügen von Teilen von angrenzenden „Municipal Districts“ in seinen Grenzen verändert. Seinen Verwaltungssitz hat der Bezirk in Warner.
Der Verwaltungsbezirk ist für die kommunale Selbstverwaltung in den ländlichen Gebieten sowie den nicht rechtsfähigen Gemeinden, wie Dörfern und Weilern und ähnlichem, zuständig. Für die Verwaltung der Städte (City) und Kleinstädte (Town) in seinen Gebietsgrenzen ist er nicht zuständig.

## Lage
Die „Municipal District“ liegt im zentralen Süden der kanadischen Provinz Alberta und grenzt im Süden an den US-amerikanischen Bundesstaat Montana. Durch den Süden des Bezirks fließt der Milk River. Die Hauptverkehrsachsen des Bezirks sind die in Ost-West-Richtung verlaufenden Alberta Highway 52 und Alberta Highway 61 sowie in Nord-Süd-Richtung der Alberta Highway 4. Durch die Lage am Highway 4 verläuft auch der CANAMEX Corridor durch den Bezirk. Außerdem verläuft die kontinentale Hauptstrecke der Canadian Pacific Railway durch den Bezirk.
Mit dem Writing-on-Stone Provincial Park befindet sich ein Provincial Parks in Alberta im Bezirk, der 2019 von der UNESCO zum Weltkulturerbe erklärt wurde. Bereits zum 12. Oktober 2004 war der Park unter dem Namen Áísínai'pi National Historic Site of Canada zur National Historic Site of Canada erklärt worden.
| Lethbridge County |                                             | Municipal District of Taber |
| Cardston County   | Kompassrose, die auf Nachbargemeinden zeigt | County of Forty Mile No. 8  |
|                   | Montana                                     |                             |

## Bevölkerung
| Jahr | Erhebung          | Einwohner | Änderung | Fläche (km²) | Bev.-dichte (EW/km²) |
| ---- | ----------------- | --------- | -------- | ------------ | -------------------- |
| 2016 | Volkszählung 2016 | 3847      | + 0,2 %  | 4.531,55     | 0,8                  |
| 2011 | Volkszählung 2011 | 3841      | + 5,1 %  | 4.517,67     | 0,9                  |

## Gemeinden und Ortschaften
Folgende Gemeinden liegen innerhalb der Grenzen des Verwaltungsbezirks:
- Stadt (City): keine
- Kleinstadt (Town): Milk River, Raymond
- Dorf (Village): Coutts, Stirling, Warner
- Weiler (Hamlet):New Dayton, Wrentham

Außerdem bestehen noch weitere, noch kleinere Ansiedlungen und zahlreiche Einzelgehöfte.